# Акебија
Акебија (Аkebia quinata; синоним Rajania quinata Houtt.) на српском нема посебан назив већ се користи научни назив рода - акебија. Епитет врсте од латинског quintus, -a, -um = пет, због пет лиски сложеног листа.

## Опис врсте
Дрвенаста, листопадна пузавица и покривач тла чији надземни део може да нарасте и до 10 m. Младе гранчице су бројне, витке, у почетку зеленкасте, а касније добијају љубичастопурпурну боју.
Листови су на дугим петељкама, спирално распоређени, састављени од 5 голих прстасто распоређених овалних лиски целог обода.
Цветови чији мирис подсећа на мирис ваниле, су моноецки, троделни, тамно љубичасти, мирисни, формирају кратке гроздове у априлу-мају. На истој дршци је неколико мањих мушких и један крупнији женски цвет, али биљка није самооплодна.
Плод, у септембру-октобру, је вишесемени, светлољубичасти, бобичасти (сочни) мешак 5-10 cm дуг и 4 cm широк у олику краставца са јестивом пулпом у којој је семе. Из једног цвета настају три монокарпна плода. Семе је црне боје, албуминско. Ендозоохорна је врста (дијаспору врше углавном птице).

## Ареал
Природно распрострањење: Кина, Јапан, Кореја
Опсег интродукције: Акебија је интродукована у САД 1845. године као декоративна врста. Инванзивна је у деветнаест држава САД, а примећено је да се шири и у неким деловима југозападне Енглеске, У Русију је унета 1860..

## Биоеколошке карактеристике
Овој врсти погодују полусеновита места, мада подноси и директно сунце. Подједнако добро успева на различитим типовима земљишта, како на песковитим, тако и на глиновитим. Добро подноси ниске температуре (до -20оС), али је уочено да нови, млади изданци измрзавају, чак и они на одраслим биљкама. Нема посебних захтева и лако се адаптире на различите услове средине. Када се једном укорени на одређеном станишту као повијуша, а нарочито као покривач тла, акебија брзо потискује аутохтоне врсте датог подручја. Брзо се шири, углавном вегетативним путем (ретко плодоноси без потпоре).

## Значај
Гаји се као декоративна пузавица и покривач тла. Стабло ове врсте користи се против бактеријских и гљивичних инфекција, пре свега инфекција уринарног тракта. Корен акебије делује као антипиретик. Плодови су јестиви, а листови су замена за чај.

## Размножавање
Семе је најбоље посејати плитко у хладне леје одмах по сазревању. Потребно је 1-3 месеца да семе проклија на температури од 15°C. Складиштено семе треба стратификовати 30 дана јер теже клија. Клијавце када су подесне величине за пресађивање, треба пребацити у појединачне саксије и даље их гајити благо засењене у стакленику до наредног пролећа када се пресађују на отворено када прође опасност од касних пролећних мразева.
Вегетативно се размножава полузрелим резницама у јулу-августу у покривеним лејама (ожиљавање је споро), зеленим резницама упролеће, или коренским узетим у децембру пободеним у топлом стакленику. Полегањем се врста размножава у рано пролеће. Најчешће се одређена количина нових биљака може добити дељењем делова који су се сами ожилили у контакту са земљиштем.